# Тома Янакиев (футболист)
Вижте пояснителната страница за други личности с името Тома Янакиев.
Тома Янакиев е български футболист, нападател (1912 – 1982). Играе в Борислав (София) (1928 – 1931) и Славия (1931 – 1937), с който е шампион на страната и носител на купата през 1936 г. Има 10 мача и 2 гола за националния отбор. Носител на Балканската купа през 1935 г. Поради контузия рано приключва състезателната си дейност.